# Isidore Valleix
François-Louis-Isidore Valleix, né le 14 janvier 1807 à Toulouse, mort le 12 juillet 1855 à Paris, fut un pédiatre français.

## Biographie
Né à Toulouse, il devient externe en médecine en 1829, interne en 1831 avant de passer en 1835 sa thèse de doctorat : L'asphyxie lente chez les enfants nouveau-nés, et principalement de celle qui produit la maladie connue sous les noms d'endurcissement, induration, œdème du tissu cellullaire, sclérime, sclérémie, etc., après ses recherches à l'hospice des enfants trouvés. Alors qu'il est encore étudiant, il écrit un poème en l'honneur du Général Foy mort en 1825.
En 1836, il devient médecin du Bureau Central puis médecin des hôpitaux de Paris. Il exerce alors à l'hôpital Sainte-Marguerite et en tant que professeur à la Pitié-Salpêtrière. Il devient également membre de la Société Anatomique de Paris avant de devenir titulaire, puis honoraire, vice-secrétaire, secrétaire et enfin membre du Comité en 1835 et 1836.
Il décéda en juillet 1855 de la diphtérie, contractée via un enfant malade.
La rue Isidore-Valleix porte son nom à Toulouse (31500).

## Publications
- Clinique des maladies des enfants nouveau-nés, 1838
- Traité des névralgies, 1841
- Guide du médecin praticien, ou Résumé de pathologie interne et de thérapeutique, 1842-1848, 10 volumes, et 1850-1851, 5 volumes in-8